# Cenwalh de Wessex
Cenwalh (també escrit Cenwealh o Coenwalh) va ser rei de Wessex del 642 al 645 i del 648 al 672, segons la Crònica anglosaxona. va ser expulsat del seu regne per Penda, rei de Mèrcia, llavors es va exiliar a l'Ànglia de l'Est i es va convertir al cristianisme, però les seves relacions amb el bisbe Wini no van ser bones. A la mort de Penda, va recuperar el tron, però els mercis no van donar per perdut aquest domini i van continuar atacant Wessex. Quan Cenwalh va morir el va succeir la seva segona esposa, Seaxburgh, que va ser la primera reina titular d'aquell país.

## Primer regnat i exili
Beda diu que Cenwalh era fill del rei Cynegils i que tots dos van ser batejats pel bisbe Birinus. Era besnet de Cerdic, el primer rei de Wessex. La Crònica anglosaxona ofereix un seguit d'ancestres de Cynegils i de Cenwalh que no resulta creïble. Es creu que el seu nom no deriva d'una paraula saxona sinó que té orígens celtobritans.
Cenwalh no es va convertir al cristianisme al mateix temps que el seu pare, sinó més endavant quan va creure que el fet de rebutjar aquesta fe li estava portant un càstig de Déu. Beda ho explica així:«rebutjà acceptar els misteris de la fe i del regne de Déu; i no gaire temps després perdé el domini del seu regne terrenal; puix que havia repudiat la germana de Penda, rei de Mèrcia, amb qui s'havia casat, i prengué una altra esposa; la qual portà una guerra i fou expulsat del seu regne...»
Cenwalhd va demanar refugi al rei Anna de l'Ànglia Oriental, que era cristià, i va demanar ser batejat. La data exacta del seu exili és desconeguda, però Beda du que va durar tres anys. La Crònica anglosaxona diu que va fer donació d'unes terres situades a Ashdown, a un parent anomenat Cuthred. Si aquest és el mateix Cuthred que va morir el 661, llavors ell podria ser fill de Cwichelm o net de Cynegils, en cas que el rei Cwichelm no fos també un fill de Cynegils.
Cap dels textos que parlen sobre el regnat de Cenwalh donen una data exacta sobre el seu exili, però tenint en compte que el rei Anna va morir el 654, i que segons l'Additamentum Nivialensis, va estar exiliat des del 651, el període d'exili de Cenwalh no podria haver començat gaire temps després del 648. Encara més, si com diu Guillem de Malmesbury, Cenwalh va ser batejar per sant Fèlix, probablement vers el 647. El repudi de la germana de Penda va anar probablement seguit de la data en què Penda va matar Osvald de Northúmbria a Maserfeld, el 642, perquè Oswald era el padrí de bateig de Cynegils, i el marit de la germana de Cenwalh. Penda va morir en la batalla de Winwaed el 15 de novembre del 655. Tennint en compte totes aquestes dades, la historiadora Barbara Yorke situa el retorn al poder de Cenwalh en l'any 648, mentre que D.P. Kirby creu que va ser l'any 650 o en una data posterior però no gaire llunyana.

## Retorn al poder
Quan va tornar al poder, va establir el bisbe Algibert, que era franc, amb seu a Dorchester on Thames. El relat de Beda diu: «A la llarga el rei, que només entenia l'idioma dels saxons, cansat de la llengua bàrbara d'aquest bisbe, va fer venir a la província un altre bisbe de la seva pròpia nació, anomenat Wini, que havia estat ordenat a França i, dividint la província en dues diòcesis, va nomenar seu episcopal a la ciutat de Winchester, que els saxons deien Wintancestir.»
La nova diòcesi de Winchester, en terres que anteriorment havien estat dels juts però que en aquell temps havien quedat confinats a l'illa de Wight, va esdevenir el centre del que seria en endavant el Regne de Wessex.
El fet que Cenwalh recuperés el regne, no implica que els mercis donessin per perdut l'ambició de domini sobre Wessex, ja que vers l'any 661, Wulfhere, fill de Penda, va atacar Ashdown, el cor de l'antiga terra dels gewisse (saxons). Wulfhere va avançar després cap al sud fins a l'illa de Wight, i va partir Wessex per la vall del Meon, territori que va donar al seu gendre Æthelwalh, rei de Sussex. Per aquella època el príncep merci, Frithuwold governava Surrey i Berkshire. La derrota de Wulfhere en mans d'Ecgfrith de Northúmbria l'any 674 va alliberar els regnes del sud del domini de Mèrcia i Wulfhere va tornar a ser derrotat l'any següent però aquesta vegada a mans d'Æscwine de Wessex.
L'any 658 Cenwalh va lluitar contra els britans. No és clar si va guanyar territori cap a l'oest, però les relacions amb els britans no van ser sempre hostils. Cenwalh va fundar un monestir a Sherborne, (comtat de Dorset). Es deia que el missioner anglosaxó sant Boniface havia nascut a Crediton, i que s'havia format en un monestir dels britans situat a prop d'Exeter.
Sembla que alguns dels primers reis de Wessex van compartir el govern amb d'altres i Cenwalh podria haver-ho fet amb Cenberht, el pare de Cædwalla.
Entre el 665–668 Cenwalh es va discutir amb el bisbe Wini, i aquest va cercar acolliment amb el rei de Mèrcia, Wulfhere. En aquesta època el bisbe de Dorchester era Ætla, propens a Mèrcia, i Thame era possessió de Wulfhere.
Segons la Crònica anglosaxona, Cenwalh va morir el 672 i va ser succeït per la seva vídua, Seaxburh.

## Descendents
No es coneix que cap rei de Wessex fos descendent de Cenwalh. Es va dir que el rei Centwine era germà seu, però l'historiador Kirby, basat en proves circumstancials dedueix que això no és creïble.
En canvi sí que podrien haver descendents seus en els trons de Mèrcia i de Kent del segle IX. Coenwulf, Ceolwulf I de Mèrcia i el cunyat d'aquest Cuthred, rei de Kent, deien ser descendents d'un desconegut germà de Penda i d'Eowa anomenat Coenwalh. Alguns autors han proposat que aquest Coenwalh podria ser en realitat Cenwalh, cunyat més que germà de Penda i d'Eowa.